# Cystoderma saarenoksae
Cystoderma saarenoksae är en svampart som beskrevs av Harmaja 1985. Cystoderma saarenoksae ingår i släktet Cystoderma och familjen Agaricaceae.   Inga underarter finns listade i Catalogue of Life.